# Daily Mail and General Trust

Logo

Aktie der Daily Mail and General Trust Ltd. vom 4. September 1946

Daily Mail and General Trust plc (kurz DMGT) ist eines der größten Medienunternehmen im Vereinigten Königreich. Die Gruppe hält Beteiligungen an zahlreichen Tageszeitungen, Fernseh- und Rundfunksendern vor allem in Großbritannien, aber auch weltweit. Sie ist an der Londoner Börse notiert. Seit März 2007 ist sie im FTSE 100 Index gelistet, zuvor war sie im FTSE 250, bis Juni 2006 im FTSE 100, ISIN GB0009458117. Hauptsitz ist London. Im Geschäftsjahr 2007/2008 beschäftigte das Unternehmen 17.424 Mitarbeiter.

## Management
Chairman (Direktor) ist derzeit Jonathan Harmsworth, 4. Viscount Rothermere (auch alle früheren Viscount Rothermere waren Direktoren des Unternehmens), CEO ist Charles J. F. Sinclair.

## Geschichte
Die Unternehmensgruppe führt ihre Geschichte auf das Jahr 1896 zurück, in dem die Daily Mail erstmals erschien. Das Unternehmen DMGT an sich wurde 1922 gegründet. Mitte 2006 verkaufte DGMT die Studygroup, eine Tochtergesellschaft der DMG Information, an die australische Private-Equity-Gruppe CHAMP.

## Kennzahlen
Im Jahr 2006 erzielte DMGT einen Umsatz von 2,176 Milliarden Pfund Sterling (umgerechnet etwa 3,195 Milliarden Euro), einen operativen Gewinn von 149,5 Millionen Pfund Sterling und einen Nettogewinn von 251,5 Millionen Pfund Sterling.

## Beteiligungen

### Zeitungen

#### Associated Newspapers
- Daily Mail
- Evening Standard
- Mail on Sunday
- Ireland on Sunday (seit September 2006 mit der Mail on Sunday zur Irish Mail on Sunday fusioniert)
- Metro

#### Weitere Zeitungen
- London Lite
- Loot

### DMG Broadcasting
- British Pathe
- GWR Group (29,9 %)
  - Classic FM
  - Core Radio
  - 32 Lokale Radiostationen im Vereinigten Königreich
- Greenland Interactive
- Independent Television News (ITN), 20 %
- New Era Commercials
- Teletext Ltd

### DMG Broadcasting Australien
- 64 Radiostationen

### DMG Events
Der Hauptsitz der Untergruppe DMG Events (zuvor: DMG World Media) befindet sich in Dubai, Vereinigte Arabische Emirate: DMG World Media produziert über 300 Sendungen für verschiedenste Branchen, wie Kunst und Antiquitäten, Haus und Garten, Geschenke, Sport und Freizeit, Industrie, Technik und Beherbergungsgewerbe.

### DMG Information
DMG Information erwarb im Jahr 2006 die Firma Genscape, ein US-amerikanisches Unternehmen, das u. a. Informationen über Energiemärkte bereitstellt. Genscape übernahm 2013 das deutsche Unternehmen Vesseltracker, das Schiffspositionen vermarktet.

### Euromoney Institutional Investor PLC
- Konferenzen und Veranstaltungen
- Herausgabe verschiedener Publikationen

### Northcliffe
- 92 Lokalzeitungen im Vereinigten Königreich.